# Life-Size 2
Life-Size 2: A Christmas Eve (no Brasil, A Boneca Que Virou Gente 2) é um filme de televisão de comédia de fantasia de 2018 dirigido por Steven Tsuchida e estrelado por Tyra Banks e Francia Raisa. É a continuação de Life-Size estrelando Banks e Lindsay Lohan, que originalmente estreou em 2000 na ABC como parte do The Wonderful World of Disney.
A sequência foi produzida por Roger M. Bobb e Angi Bones. Que estreou durante o programa 25 Days of Christmas da Freeform, em 2 de dezembro de 2018. O filme atraiu 1,26 milhões de telespectadores, com uma classificação de 0,66 em adultos entre 18 e 34 anos.

## Enredo
Grace, a jovem diretora executiva da Marathon Toys, está no meio de uma crise no quarto trimestre de vida, enquanto luta com seu trabalho. Com a ajuda de seu jovem vizinho, a velha boneca de Grace acorda magicamente para ajudar Grace a voltar aos trilhos.

## Elenco
- Tyra Banks como Eve
- Francia Raisa como Grace Martin
- Gavin Stenhouse como Calum
- Hank Chen como Brendan Butler
- Alison Fernandez como Lex Roberts
- Shanica Knowles como Tahlia
- Elisa Lau como Jen Chen
- Nina Leon como Eleanor Martin
- David Shae como Devin Drake
- Michael Shenefelt como Carter
- Jene Moore como Marley
- Niland Aran como Milo
- Addison Lee como Hanna
- Rico Ball como Hyde Owens
- Yvonne Valadez como a Sra. Roberts
- Betsy Sligh como Emma
- Van Jones como o repórter
- Perez Hilton como ele mesmo
- Lil Yachty como o beatboxer
- Christian Cowan como ele mesmo
- Ashley Selby como garota limbo